# Kim Myeong-soo
Đây là một tên người Triều Tiên, họ là Kim.
Kim Myeong-soo (tiếng Hàn: 김명수; Hanja: 金命洙; sinh ngày 12 tháng 10 năm 1959) là một luật gia người Hàn Quốc, hiện là chánh án thứ 16 của Tòa án Tối cao Hàn Quốc, nhậm chức vào ngày 25 tháng 9 năm 2017, kế nhiệm Yang Sung-tae.

## Sự nghiệp
Kim tốt nghiệp Trường Luật Đại học Quốc gia Seoul năm 1981 và vượt qua kỳ thi Tư pháp Quốc gia năm 1983. Ông bắt đầu sự nghiệp tại Tòa án Chi nhánh phía Bắc của Tòa án Quận Seoul vào năm 1986. Vào tháng 2 năm 2016, ông được bổ nhiệm làm Chánh án của quận Chuncheon. Ông bắt đầu nhiệm kỳ 6 năm với tư cách là Chánh án vào ngày 25 tháng 9 năm 2017, sau khi được bầu với tỷ lệ 160–134 phiếu tán thành của quốc hội.